# Заможное (Херсонская область)
Заможное (укр. Заможне) — посёлок в Новорайской сельской общине Бериславского района Херсонской области Украины.
Почтовый индекс — 74360. Телефонный код — 5546. Код КОАТУУ — 6520685203.

## Население
Население по переписи 2001 года составляло 113 человек.

### Языковой состав
Родной язык населения по данным переписи 2001 года:
| Язык       | Численность, чел. | Доля     |
| ---------- | ----------------- | -------- |
| Украинский | 108               | 95,58 %  |
| Русский    | 3                 | 2,65 %   |
| Другое     | 2                 | 1,77 %   |
| Итого      | 113               | 100,00 % |

## История
В 1946 году указом ПВС УССР хутор 33-й участок переименован в Червоный Яр.

## Местный совет
74360, Херсонская обл., Бериславский р-н, пос. Новорайск, ул. Ленина, 32